# Pokémon Legends: Arceus
Pokémon Legends: Arceus és un videojoc de rol d’acció desenvolupat per Game Freak i publicat per The Pokémon Company i Nintendo per a Nintendo Switch. Forma part de la vuitena generació de la sèrie de videojocs Pokémon i serveix de precuela dels videojocs de rol Pokémon Diamond i Pokémon Pearl del 2006. Es va anunciar com a part del 25é Aniversari de Pokémon, al costat de Pokémon Brilliant Diamond i Pokémon Shining Pearl i es va publicar el 28 de gener del 2022.

## Ambientació
El joc està ambientat en una època passada de la història de la regió de Sinnoh, quan era coneguda com la regió d'Hisui, molt abans dels esdeveniments de Pokémon Diamond i Pearl, es basa a l'illa de la vida real d'Hokkaido durant el període Muromachi, quan encara es coneixia com Ezo, amb nous colons d'altres regions interactuant amb nadius en paral·lel a la interacció entre els ainus d'Hokkaido i els colons japonesos. Els grups ainu estan representats al joc pels clans Diamant i Perla, mentre que els nous colons continentals estan representats per l'Equip Galàxia.
La gran majoria de la regió està coberta per un paisatge obert poblat de Pokémon salvatges, amb només un assentament important i una sèrie de petits campaments. A diferència de l'escenari dels jocs de Pokémon anteriors, els Pokémon són tractats com a animals salvatges o forces de la natura en lloc de com a companys. Les Pokéball del joc estan fetes d'una fruita anomenada "Bonguri" i emet vapor quan s'atrapa un Pokémon, en lloc de presentar-se com a dispositius d'alta tecnologia com en instal·lacions anteriors, mentre que la Pokédex és un quadern de paper.

## Argument
El joc comença amb el jugador parlant amb una veu incorpòria, identificada com Arceus, que encarrega al jugador de trobar tots els Pokémon de la regió d'Hisui abans de transportar-lo a través d'una bretxa en l'espai-temps. El jugador és trobat pel professor Laventon, investigador de Pokémon, que el porta a un assentament local anomenat "Jubilife Village". Allà, el jugador és reclutat al cos expedicionari de l'Equip Galàxia, un grup que ha arribat a Hisui per poblar i estudiar la regió. Després de rebre el seu Pokémon inicial, el jugador procedeix a viatjar a la regió d'Hisui per completar la Pokédex. Al llarg del viatge del jugador, l'escletxa espacial a través de la qual s'havia transportat fa que diversos "pokémon nobles" poderosos venerats pels clans locals es tornen bojos, obligant al jugador a participar en batalles per calmar-los.

## Jugabilitat
Pokémon Legends: Arceus és un joc de rol d’acció amb cinc zones separades de món obert, les quals el jugador pot recórrer lliurement, a més al llarg de la història es podran desbloquejar pokémon amb habilitats com volar, escalar o nadar a gran veloocitat que permetran trobar noves àrees. A cada zona, els Pokémon deambulen lliurement pel paisatge i interactuaran tant amb el jugador com amb els seus entorns. Alguns evitaran activament el jugador mentre que altres actuen de manera agressiva i alguns mostren altres comportaments específics. També es poden trobar una sèrie de Pokémon "Alfa", versions més grans i potents de determinats Pokémon.
A diferència dels títols anteriors, el propi personatge del jugador pot ser atacat i ferit per Pokémon salvatges. Si rep prou danys, caurà inconscient i tornarà a aparèixer al campament base. Els jugadors poden capturar Pokémon salvatges sense necessitat d'enfrontar-se a ells. Les batalles es poden iniciar alliberant Pokémon capturats a prop d'un Pokémon salvatge. Tot i que el sistema de batalla per torns dels títols anteriors es manté al joc, els torns estaran determinats segons la velocitat bas dels pokémon participants, a més es poden realitzar atacs amb diferents estils que permeten intercanviar torns per més potència i viceversa. Fora de les batalles estàndard, el joc també introdueix batalles especials on el personatge del jugador ha d'esquivar i atacar poderosos Pokémon, s'inclouen batalles per torns habituals intercalades com a oportunitats per atordir-los.
En lluitar, capturar o realitzar altres interaccions amb Pokémon, els jugadors obtenen progrés en completar les seves entrades a la Pokédex. Els jugadors també poden assumir i completar missions secundàries donades pels PNJ al joc. En total, el joc inclou 242 Pokémon, incloses 7 espècies noves i 17 noves formes de Pokémon ja existents.

## Desenvolupament i llançament
Pokémon Legends: Arceus és el primer projecte conegut de Game Freak en el subgènere de rol d'acció. El joc es va revelar per primera vegada en una presentació el 26 de febrer de 2021, com a part de l'event del 25 aniversari de Pokémon, juntament amb Pokémon Brilliant Diamond i Pokémon Shining Pearl. Serveix com a preqüela de Diamond i Pearl. El joc es va llançar a tot el món el 28 de gener de 2022. Es van oferir bonificacions físiques i dins del joc exclusives a aquells que van fer la compra anticipada del joc digitalment o físicament.

## Recepció
Després del llançament del tràiler del videojoc, diversos mitjans de comunicació, així com els jugadors, van fer comparacions de la configuració del món obert del joc amb el joc de Nintendo Switch The Legend of Zelda: Breath of the Wild, basant-se tant en la jugabilitat com en els estils cinematogràfics mostrats. El crític de videojocs, Jhaan Elker, del periòdic The Washington Post va dir que espera que Pokémon Legends: Arceus porte alenada d'aire fresc a la saga Pokémon, que «semblava estancada». Va elogiar que Game Freak incorporara noves idees al joc, i va opinar que era «el joc que els fanàtics de Pokémon estaven demanant».
Segons Metacritic, Pokémon Legends: Arceus va rebre "crítiques generalment favorables", amb una puntuació de 83 sobre 100 basada en 109 ressenyes. The Verge va elogiar la revisió del joc de la fórmula Pokémon, especialment el disseny del mon i els reptes de la Pokédex, i va escriure que va ser "la revisió més gran de la fórmula Pokémon des que va debutar la sèrie". Tot i criticar el sistema de batalla, Polygon va aclamar el món obert i la senzillesa de capturar Pokémon en comparació amb les entrades anteriors. "És molt fàcil i fluid agafar un Pokémon i afegir-lo al meu equip mentre estic explorant els camps verds o la tundra nevada del joc". Nintendo Life va elogiar Pokémon Legends: Arceus per la seva exploració gratificant, la mecànica de captura addictiva, la qualitat de la llista de Pokémon i el seu sentit genuí d'escala, alhora que va afirmar que "Pokémon Legends: Arceus és senzillament un dels millors jocs de Pokémon mai fets". Dot Esports va afirmar que moltes de les mecàniques tedioses i les activitats molestes dels jocs anteriors estaven millor simplificades o eliminades per donar als jugadors més llibertat, alhora que criticava el rendiment del joc. Eurogamer fa afirmar que va gaudir de les noves animacions i arts per als Pokémon, dient: "La manera com els Pokémon salvatges, amb més animació que en qualsevol joc anterior, són tots salts, rodolons, ensopegons. Totes les esquitxades, becades, grunyits i trepitjos. la forma que existeixen de manera tan simple però amb tanta personalitat és una delícia tan senzilla". Ars Technica va criticar l'estil gràfic i la manca de nous Pokémon, però va sentir que el sistema de batalla i l'exploració del món obert es barrejaven bé, "Quan acaba la batalla, pots tornar a explorar o atrapar altres Pokémon, sense pauses per a pujades de nivell o l'aprenentatge de moviments […] un cop aprens els procediments, és fàcil perdre's en el ritme d'amagar-se, atrapar, lluitar i explorar".
Nintendo va informar que el joc va vendre 6,5 milions de còpies a tot el món en una setmana després del llançament, superant altres títols de Pokémon de Nintendo Switch com Sword and Shield i Brilliant Diamond i Shining Pearl.